# Das Unsterblichkeitsprogramm (Roman)
Das Unsterblichkeitsprogramm (OT: Altered Carbon) ist ein 2002 erschienener Science-Fiction-Roman von Richard Morgan. 
Der Roman wurde mit dem Philip K. Dick Award für das Jahr 2003 ausgezeichnet. Die deutsche Übersetzung übernahm Bernhard Kempen. Der Roman wurde für Netflix als Serie verfilmt und im Februar 2018 unter dem Titel Altered Carbon – Das Unsterblichkeitsprogramm veröffentlicht.

## Allgemeines
Die Geschichte wird aus der Ich-Perspektive des Protagonisten Takeshi Kovacs geschildert. Die Handlung spielt im 26. Jahrhundert.
Takeshi Kovacs ist halb japanischer, halb osteuropäischer (slowakischer) Abstammung, seine Jugend verbrachte er als Gangmitglied auf dem Planeten „Harlans Welt“ in den Ghettos der Stadt Newpest. Harlans Welt ist ein nach Konrad Harlan benannter Planet, der in den Astrogationskarten der Marsianer verzeichnet ist.
Seine militärische Karriere begann Kovacs beim Marine-Corps, später warb ihn das Envoy Corps ab. Seine Ausbilderin dort war Virginia Vidaura.
Das Bewusstsein (Persönlichkeit oder Seele) eines Menschen ist in einem als „Stack“ bezeichneten Mikrosystem gespeichert, das in seinem Nacken liegt. Im Roman wird ausgiebig von der sogenannten Download-Technologie Gebrauch gemacht, ein Transfer der gesamten Persönlichkeit auf technische Hardware und zurück in andere Körper, den 'Sleeves', teilweise handelt es sich um Klone. Der Tod hat somit eine weniger dramatische Bedeutung. Ebenso gibt es virtuelle Foren, in denen man sich aufhalten kann.

## Handlung
Takeshi Kovacs ist ein verurteilter Verbrecher, der zu Beginn des Romans gemeinsam mit seiner ehemaligen Freundin und Teamkollegin Sarah Sachilowska von einem Einsatzkommando erschossen wird.
Kovacs wurde nach seiner Erschießung zur Einlagerung verurteilt. Als er wieder aus der Einlagerung heruntergeladen wird, findet er sich zu seiner Überraschung auf der Erde wieder.
Kovacs stammt zwar aus einer Kolonie, wird aber zwangsengagiert, um einen möglichen Mord auf der Erde aufzuklären. Und zwar vom Ermordeten selbst. Dies ist möglich, da der Auftraggeber – Laurens Bancroft – zu den Superreichen gehört. Er ist mehr als 300 Jahre alt, hat diverse Ersatzkörper, die bei Todesfall zum Einsatz kommen, das Backup seines Bewusstseins wird regelmäßig durch Updates aktualisiert und gesichert und im Bedarfsfall in den neuen Körper transferiert. Da das sehr kostspielig ist, gibt es nicht viele dieser Methusalems.
Unterstützt wird Kovacs bei seinen Ermittlungen von Lieutenant Kristin Ortega. Sie ist Polizistin in der Abteilung für Organische Defekte bei der Polizei von Bay City und die ehemalige Partnerin von Elias Ryker. Ryker wurde wegen eines Verbrechens zur Einlagerung verurteilt, und Bancroft hat den nun nicht benötigten Sleeve von Ryker gemietet und Kovacs in diesen Sleeve transferieren lassen. Aus diesem Grunde ist Ortega am Wohlergehen von Rykers Sleeve interessiert.
Bancroft hat Kovacs gegen seinen Willen aus der Einlagerung geholt, durch Teleportation durchs Weltall zur Erde bringen lassen und ihm ein Angebot gemacht, das er nicht ablehnen kann.
Im Zuge seiner Ermittlungen kommt Kovacs/Ryker einer großangelegten Verschwörung zur Verhinderung der geplanten UN-Resolution 653 auf die Spur. Der Kopf hinter der Verschwörung ist Reileen Kawahara, eine Triadenchefin, die keinerlei Skrupel kennt und die zur Erreichung ihrer Ziele buchstäblich über Leichen geht.
Am Ende des Romans überlistet er Kawahara und bringt ihr den realen Tod, indem er einerseits ihre Sicherungskopien mit einem Virus infizieren lässt. Dadurch kann sie nicht mehr aus der Einlagerung geholt werden. Andererseits sucht er sie im Sleeve eines Ninja auf und tötet sie, indem er eine Minigranate in ihrem Genick explodieren lässt, so dass ihr Stack ebenfalls vernichtet ist.

## Envoy-Corps
Das Envoy Corps ist eine Spezialeinheit des UN-Protektorats für interplanetare Auseinandersetzungen. Mitglieder des Corps durchlaufen eine spezielle Ausbildung in Form von psychospiritueller Konditionierung, die auf Ebene des Unterbewusstseins arbeitet. Ein Envoy besitzt ein totales Erinnerungsvermögen und ist fähig, kleinste Zusammenhänge zwischen scheinbar nicht zusammenhängenden Ereignissen wahrzunehmen. Envoys besitzen ein exaktes Verständnis der Körpersprache und der Variationen im Tonfall der menschlichen Sprache – somit gelingt es ihnen leicht, Absichten anderer Personen zu erkennen und sie ebenfalls zu manipulieren. Envoy können ihre physischen und psychischen Reflexe beherrschen bzw. unterdrücken, wie beispielsweise Schmerzen, Angst oder Wut.
Bedingt durch die in der Ausbildung erworbenen Fähigkeiten sind Envoys Meister der Täuschung und Manipulation, daher ist es ihnen verboten, politische oder militärische Ämter zu bekleiden, denn aufgrund der Ausbildung hätten sie sich im Vergleich mit normalen Menschen viel leichter Vorteile verschaffen können, z. B. für schnelle Beförderungen. So blieb vielen Envoys nur die Möglichkeit, im kriminellen Umfeld tätig zu werden.

## Hendrix
Während seiner Ermittlungen auf der Erde steigt Kovacs in einem Hotel names „Hendrix“ ab, das nach dem Rockgitarristen Jimi Hendrix benannt worden ist. Dieses Hotel ist eine sog. KI, eine künstliche Intelligenz, die Takeshi im Laufe der Zeit unterstützt.

## Genre
Der Roman enthält die klassischen Elemente des literarischen Cyberpunk und wird diesem auch zugeordnet. Der Autor bezieht sich auf William Gibson, Morgan selbst schreibt vom Future Noir:

“Fuelled by every crime noir novel I’d ever read, plus swabs of French and Japanese cinema, the work of William Gibson and M John Harrison, early Poul Anderson and Bob Shaw, and last but not least the colossal impact of Bladerunner, this was my take on future noir.”

## Kritik
„Dennoch ist der erste Teil der Takeshi Kovacs-Trilogie spannend bis zur letzten Seite, die man im ersten Morgengrauen umblättert. Hollywood hat sich bereits die Filmrechte gesichert, und, wer weiß, vielleicht wird ein Kultfilm daraus.“

„Ein geniales Buch!(?) ... meint zumindest Sci-Fi-Autor Peter F. Hamilton, einer der Großen des Genres, über "Das Unsterblichkeitsprogramm". The Guardian urteilt: "Mehr als außergewöhnlich! Richard Morgan definiert die Science-Fiction des neuen Jahrtausends." Nach Ansicht von Phantastisch ist dies "ein meisterhaftes Beispiel für einen Cyberkrimi ... Der letzte Debütroman, der ähnlich aufregend war, dürfte William Gibsons 'Neuromancer' gewesen sein." Und The Times: "Richard Morgan ist einer der aufkommenden Stars der internationalen Literaturszene." [...] Hollywood konnte nicht widerstehen – Joel Silver hat die Filmrechte an Morgans Debüt erworben. Im Dezember 2003 erschien zudem das lose Sequel "Broken Angels", das in Sachen Splatter wohl noch einen drauflegen wird.“